# Vargmossarna
Vargmossarna är ett naturreservat i Gnesta kommun  i Södermanlands län.
Området är naturskyddat sedan 2017 och är 299 hektar stort. Reservatet består av talldominerad barrskog med insprängda myrmarker. Kring våtmarker och sumpskogar finns al. 